# Tour de Pologne 2013 – 4. etap
4. etap kolarskiego wyścigu Tour de Pologne 2013 odbył się 31 lipca. Start etapu miał miejsce w Tarnowie, zaś meta w Katowicach. Etap liczył 231,5 kilometra.
Zwycięzcą etapu został amerykański kolarz Taylor Phinney. Drugie miejsce zajął Steele Von Hoff, a trzecie Jauhien Hutarowicz. Liderem klasyfikacji generalnej pozostał Polak Rafał Majka.

## Premie
Na 4. etapie były następujące premie:
| Rodzaj            | Miejscowość          | Kilometry (od startu) | Kilometry (do mety) | Zwycięzca         |
| ----------------- | -------------------- | --------------------- | ------------------- | ----------------- |
| Lotna             | Szczurowa            | 26,7 km               | 204,8 km            | Jacek Morajko     |
| Lotna             | Olkusz               | 117,7 km              | 113,8 km            | Kamil Gradek      |
| Specjalna         | Dąbrowa Górnicza     | 147,2 km              | 84,3 km             | Mathieu Ladagnous |
| Specjalna         | Sosnowiec            | 160,4 km              | 71,1 km             | Mathieu Ladagnous |
| Lotna             | Siemianowice Śląskie | 171,2 km              | 60,3 km             | Jacek Morajko     |
| Górska (III kat.) | Katowice             | 217,9 km              | 13,6 km             | Kamil Gradek      |

## Wyniki etapu
| Miejsce | Zawodnik                    | Państwo           | Zespół                  | Czas        | Bon.  |
| ------- | --------------------------- | ----------------- | ----------------------- | ----------- | ----- |
| 1.      | Taylor Phinney              | Stany Zjednoczone | BMC Racing Team         | 05h 40' 17" | −10 s |
| 2.      | Steele Von Hoff             | Australia         | Garmin-Sharp            | + 0"        | −6 s  |
| 3.      | Jauhien Hutarowicz          | Białoruś          | Ag2r-La Mondiale        | + 0"        | −4 s  |
| 4.      | Aidis Kruopis               | Litwa             | Orica-GreenEDGE         | + 0"        | —     |
| 5.      | Reinardt Janse van Rensburg | Południowa Afryka | Argos-Shimano           | + 0"        | —     |
| 6.      | Thor Hushovd                | Norwegia          | BMC Racing Team         | + 0"        | —     |
| 7.      | Luka Mezgec                 | Słowenia          | Argos-Shimano           | + 0"        | —     |
| 8.      | Bartłomiej Matysiak         | Polska            | CCC Polsat Polkowice    | + 0"        | —     |
| 9.      | Daniele Ratto               | Włochy            | Cannondale              | + 0"        | —     |
| 10.     | Daniel Schorn               | Austria           | Team NetApp             | + 0"        | —     |
|         |                             |                   |                         |             |       |
| 13.     | Michał Gołaś                | Polska            | Omega Pharma-Quick Step | + 0"        | —     |
| 39.     | Adrian Honkisz              | Polska            | CCC Polsat Polkowice    | + 0"        | —     |
| 40.     | Rafał Majka                 | Polska            | Team Saxo-Tinkoff       | + 0"        | —     |
| 65.     | Paweł Cieślik               | Polska            | Reprezentacja Polski    | + 0"        | —     |
| 75.     | Tomasz Marczyński           | Polska            | Vacansoleil-DCM         | + 0"        | —     |
| 81.     | Mateusz Taciak              | Polska            | CCC Polsat Polkowice    | + 0"        | —     |
| 86.     | Przemysław Niemiec          | Polska            | Lampre-Merida           | + 0"        | —     |
| 92.     | Sylwester Szmyd             | Polska            | Movistar Team           | + 0"        | —     |
| 103.    | Łukasz Bodnar               | Polska            | Reprezentacja Polski    | + 0"        | —     |
| 113.    | Karol Domagalski            | Polska            | Reprezentacja Polski    | + 31"       | —     |
| 114.    | Maciej Paterski             | Polska            | Cannondale              | + 31"       | —     |
| 115.    | Bartosz Huzarski            | Polska            | Team NetApp             | + 31"       | —     |
| 128.    | Jacek Morajko               | Polska            | CCC Polsat Polkowice    | + 6' 24"    | −38 s |
| 130.    | Paweł Franczak              | Polska            | Reprezentacja Polski    | + 6' 24"    | −2 s  |
| 133.    | Kamil Gradek                | Polska            | Reprezentacja Polski    | + 7' 25"    | −13 s |

## Klasyfikacje po 4. etapie
| Klasyfikacja generalna | Klasyfikacja generalna | Klasyfikacja generalna | Klasyfikacja generalna       | Klasyfikacja generalna |
| Miejsce                | Zawodnik               | Państwo                | Zespół                       | Czas                   |
| ---------------------- | ---------------------- | ---------------------- | ---------------------------- | ---------------------- |
| 1.                     | Rafał Majka            | Polska                 | Team Saxo-Tinkoff            | 21h 55' 02"            |
| 2.                     | Sergio Henao           | Kolumbia               | Sky Procycling               | + 4"                   |
| 3.                     | Christophe Riblon      | Francja                | Ag2r-La Mondiale             | + 6"                   |
| 4.                     | Pieter Weening         | Holandia               | Orica-GreenEDGE Cycling Team | + 7"                   |
| 5.                     | Jon Izagirre           | Hiszpania              | Euskaltel-Euskadi            | + 9"                   |
| 6.                     | Chris Anker Sørensen   | Dania                  | Team Saxo-Tinkoff            | + 9"                   |
| 7.                     | Domenico Pozzovivo     | Włochy                 | Ag2r-La Mondiale             | + 13"                  |
| 8.                     | Eros Capecchi          | Włochy                 | Movistar Team                | + 13"                  |
| 9.                     | Robert Kišerlovski     | Chorwacja              | RadioShack-Leopard           | + 16"                  |
| 10.                    | Thomas Rohregger       | Austria                | RadioShack-Leopard           | + 18"                  |
|                        |                        |                        |                              |                        |
| 34.                    | Tomasz Marczyński      | Polska                 | Vacansoleil-DCM              | + 10' 55"              |
| 39.                    | Michał Gołaś           | Polska                 | Omega Pharma-Quick Step      | + 17' 05"              |
| 43.                    | Mateusz Taciak         | Polska                 | CCC Polsat Polkowice         | + 20' 49"              |
| 46.                    | Maciej Paterski        | Polska                 | Cannondale                   | + 21' 22"              |
| 54.                    | Paweł Cieślik          | Polska                 | Reprezentacja Polski         | + 27' 19"              |
| 58.                    | Adrian Honkisz         | Polska                 | CCC Polsat Polkowice         | + 30' 23"              |
| 82.                    | Jacek Morajko          | Polska                 | CCC Polsat Polkowice         | + 43' 34"              |
| 85.                    | Karol Domagalski       | Polska                 | Reprezentacja Polski         | + 44' 21"              |
| 86.                    | Bartosz Huzarski       | Polska                 | Team NetApp                  | + 44' 36"              |
| 94.                    | Kamil Gradek           | Polska                 | Reprezentacja Polski         | + 53' 13"              |
| 97.                    | Przemysław Niemiec     | Polska                 | Lampre-Merida                | + 54' 31"              |
| 113.                   | Sylwester Szmyd        | Polska                 | Movistar Team                | + 1h 11' 17"           |
| 114.                   | Łukasz Bodnar          | Polska                 | Reprezentacja Polski         | + 1h 15' 22"           |
| 126.                   | Bartłomiej Matysiak    | Polska                 | CCC Polsat Polkowice         | + 1h 18' 19"           |
| 131.                   | Paweł Franczak         | Polska                 | Reprezentacja Polski         | + 1h 24' 31"           |

| Klasyfikacja punktowa | Klasyfikacja punktowa | Klasyfikacja punktowa | Klasyfikacja punktowa | Klasyfikacja punktowa |
| Miejsce               | Zawodnik              | Państwo               | Zespół                | Punkty                |
| --------------------- | --------------------- | --------------------- | --------------------- | --------------------- |
| 1.                    | Steele Von Hoff       | Australia             | Garmin-Sharp          | 37 pkt.               |
| 2.                    | Thor Hushovd          | Norwegia              | BMC Racing Team       | 35 pkt.               |
| 3.                    | Rafał Majka           | Polska                | Team Saxo-Tinkoff     | 34 pkt.               |
| 4.                    | Jauhien Hutarowicz    | Białoruś              | Ag2r-La Mondiale      | 31 pkt.               |
| 5.                    | Jon Izagirre          | Hiszpania             | Euskaltel-Euskadi     | 30 pkt.               |

| Klasyfikacja górska | Klasyfikacja górska  | Klasyfikacja górska | Klasyfikacja górska | Klasyfikacja górska |
| Miejsce             | Zawodnik             | Państwo             | Zespół              | Punkty              |
| ------------------- | -------------------- | ------------------- | ------------------- | ------------------- |
| 1.                  | Thomas Rohregger     | Austria             | RadioShack-Leopard  | 27 pkt.             |
| 2.                  | Christophe Riblon    | Francja             | Ag2r-La Mondiale    | 20 pkt.             |
| 3.                  | Bartosz Huzarski     | Polska              | Team NetApp         | 15 pkt.             |
| 4.                  | Chris Anker Sørensen | Dania               | Team Saxo-Tinkoff   | 13 pkt.             |
| 5.                  | Georg Preidler       | Austria             | Argos-Shimano       | 12 pkt.             |

| Klasyfikacja najaktywniejszych | Klasyfikacja najaktywniejszych | Klasyfikacja najaktywniejszych | Klasyfikacja najaktywniejszych | Klasyfikacja najaktywniejszych |
| Miejsce                        | Zawodnik                       | Państwo                        | Zespół                         | Punkty                         |
| ------------------------------ | ------------------------------ | ------------------------------ | ------------------------------ | ------------------------------ |
| 1.                             | Bartosz Huzarski               | Polska                         | Team NetApp                    | 13 pkt.                        |
| 2.                             | Jacek Morajko                  | Polska                         | CCC Polsat Polkowice           | 8 pkt.                         |
| 3.                             | Serge Pauwels                  | Belgia                         | Omega Pharma-Quick Step        | 8 pkt.                         |
| 4.                             | Bartłomiej Matysiak            | Polska                         | CCC Polsat Polkowice           | 6 pkt.                         |
| 5.                             | Ángel Madrazo                  | Hiszpania                      | Movistar Team                  | 5 pkt.                         |

| Najwyżej sklasyfikowany Polak | Najwyżej sklasyfikowany Polak | Najwyżej sklasyfikowany Polak | Najwyżej sklasyfikowany Polak | Najwyżej sklasyfikowany Polak |
| Miejsce                       | Zawodnik                      | Zespół                        | Czas                          |                               |
| ----------------------------- | ----------------------------- | ----------------------------- | ----------------------------- | ----------------------------- |
| 1.                            | Rafał Majka                   | Team Saxo-Tinkoff             | 21h 55' 02"                   |                               |
| 2.                            | Tomasz Marczyński             | Vacansoleil-DCM               | + 10' 55"                     |                               |
| 3.                            | Michał Gołaś                  | Omega Pharma-Quick Step       | + 17' 05"                     |                               |
| 4.                            | Mateusz Taciak                | CCC Polsat Polkowice          | + 20' 49"                     |                               |
| 5.                            | Maciej Paterski               | Cannondale                    | + 21' 22"                     |                               |

| 1. | RadioShack-Leopard | 65h 47' 30" |
| 2. | Team Saxo-Tinkoff  | + 05' 43"   |
| 3. | Argos-Shimano      | + 08' 55"   |
| 4. | Cannondale         | + 08' 59"   |
| 5. | Movistar Team      | + 11' 40"   |